# 張秉輝
張 秉輝（ちょう へいき、1899年〈光緒25年〉 – 1948年〈民国37年〉）は、中華民国の軍務官僚・行政官僚。陳群側近の配下と目され、親日政権の中華民国維新政府で要職をつとめたが、続く南京国民政府（汪兆銘政権）では閑職に置かれた。

## 事績

### 初期の動向
福建法政学校政治経済系と江蘇陸軍学校歩（兵）科を卒業。次いで江蘇陸軍軍官教育団見習を経て、広東国立専修学院を卒業した。
その後は主に南方政府に属し、広東両陽警備司令部中校参謀、福建建国軍警備励支部副官長、広東大本営中央直轄第3軍司令部軍法処処長兼広東深圳籌餉局局長、広東省宝安県長、大元帥府秘書処書記官、豫魯招撫使署秘書を歴任している。
蔣介石国民政府では軍事委員会秘書庁秘書、総政治訓練部総務処副処長、広東省西江財政処処長兼緝私専員、国民革命軍第2路総指揮部政治訓練部秘書長、黄埔軍官学校潮州分校政治教官兼政治部主任、福州市禁煙局局長、福建全省水上公安局沿海清匪処処長を歴任した。
1929年以降は、上海市で任職し、社会局第四科長、上海市糧食委員会主席、上海市合作事業議員会主席などをつとめた。また民間においても、上海大晩報総経理や上海法政大学教授、上海慈善団体聯合救災会主席などをつとめている。

### 親日政権での動向
梁鴻志・陳群らが創設した中華民国維新政府に参与し、1938年（民国27年）5月24日、張秉輝は教育部（部長署理は陳群で、内政部長との兼任）総務司司長に任命された。陳群が内政部長専任になった後の同年8月30日、張は内政部次長に抜擢された。維新政府最末期の1940年（民国29年）2月15日、アヘン等の管轄・取締に権限を持つ戒煙総局局長に異動している。なお、当初の陳群は李文濱（張同様に側近の部下）に戒煙総局局長を委ねる予定だったが、アヘンへの関与を望まない李に辞退されたため、張が局長になったという。後任の次長には李が就いた。
1940年（民国29年）3月30日、維新政府が南京国民政府（汪兆銘政権）に合流したが、張秉輝が何らかの要職に起用された様子はなく、陳群側近としての活動に関する情報も見当たらない。1944年（民国33年）4月24日、ようやく張は立法院立法委員に任命されたが、行政面での手腕を振るう余地はない「閑職」であった。
汪兆銘政権崩壊後、張秉輝が漢奸として摘発されたとの情報は見当たらない。1948年、死去。享年50。

## 著作
- （中国文化建設協会主編）『抗戦与救済事業』（商務印書館、1937年）